# Santiago Grillo
Santiago Grillo (Cali, 27 de mayo de 1987) es un windsurfista colombiano de RS:X. Ha participado en tres Juegos Olímpicos consecutivos iniciando en Pekín 2008, donde se convirtió en el primer colombiano en clasificar a estos juegos en el deporte de la Tabla a vela.